# Жуков, Евгений Михайлович
Евге́ний Миха́йлович Жу́ков (10 (23) октября 1907, Варшава, Царство Польское, Российская империя — 9 марта 1980, Москва, РСФСР, СССР) — советский историк. Доктор исторических наук (1941), профессор (1944). Академик Академии наук СССР (с 20 июня 1958). 
Доцент, профессор и заведующий кафедрой истории стран Дальнего Востока исторического факультета МГУ имени М. В. Ломоносова (1944—1946). Заведующий кафедрой Академии общественных наук при ЦК КПСС (1946—1980).
Директор Тихоокеанского института АН СССР (1943—1950) и Института всеобщей истории АН СССР (1968—1979). Главный редактор Советской исторической энциклопедии.

## Биография
Родился 10 (23) октября 1907 года в Варшаве.
В 1927 году окончил японское отделение Ленинградского восточного института и в 1929 году аспирантуру.
В 1929—1932 годах преподавал в Историко-лингвистическом институте и Ленинградском университете.
С 1933 по 1937 год — в аппарате ЦК ВКП(б). В 1935 году защитил диссертацию на соискание учёной степени кандидата исторических наук.
В 1937—1939 годах — референт особого бюро секретариата НКВД СССР, с 17.10.1937 — старший лейтенант государственной безопасности.
В 1939—1941 годах — старший научный сотрудник Института истории АН СССР. В 1941 году защитил диссертацию на соискание учёной степени доктора исторических наук.
В 1941—1943 годах — начальник отдела и заместитель председателя Радиокомитета СССР.
В 1943—1950 годы — директор Тихоокеанского института АН СССР. В 1944 году присвоено учёное звание профессора.
В 1944—1946 годах преподавал в МГУ имени М. В. Ломоносова — доцент, профессор и заведующий кафедрой истории стран Дальнего Востока исторического факультета.
В 1946—1980 годах — заведующий кафедрой Академии общественных наук при ЦК КПСС.
В 1946—1949 годы — редактор газеты «Правда».
В 1950—1953 годы — заместитель директора Института востоковедения АН СССР.
В 1953—1957 годах — заведующий сектором, заместитель директора Института истории АН СССР.
Один из авторов опубликованной в январе 1966 года в «Правде» статьи «Высокая ответственность историков», направленной против применения в науке термина «период культа личности». Рядом советских учёных и представителей творческой интеллигенции выход данной статьи был воспринят как попытка «реабилитации» И. В. Сталина (см. Письмо двадцати пяти).
В 1968—1979 годы — директор Института всеобщей истории АН СССР. Академик-секретарь Отделения истории АН СССР (1958—1969, 1975—1979).
Сын — историк-японист Александр Жуков (род. 1954).

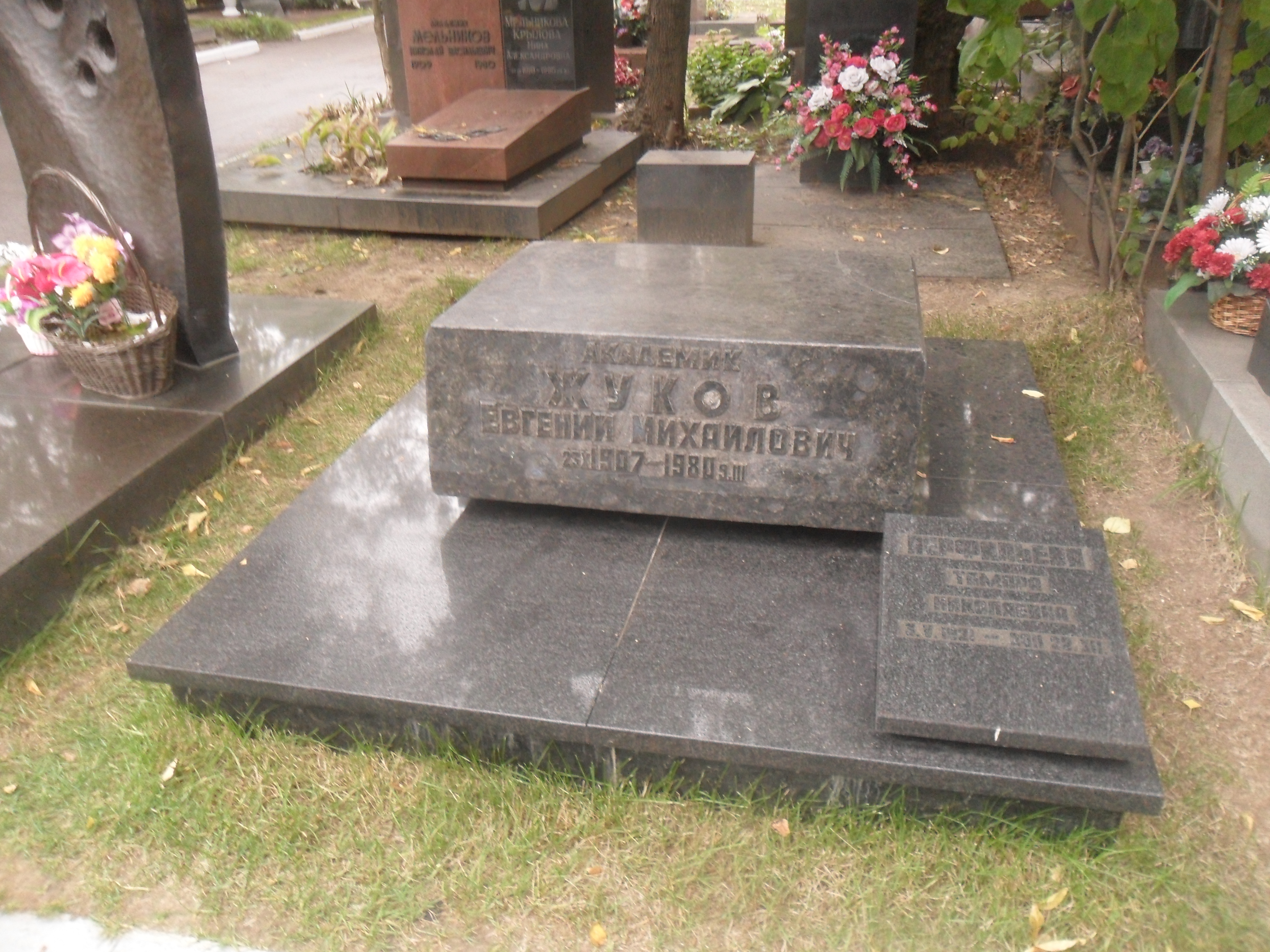
Могила Е. М. Жукова на Новодевичьем кладбище Москвы

Умер 9 марта 1980 года в Москве. Похоронен на Новодевичьем кладбище.

## Научная деятельность
Е. М. Жуков — один из видных представителей советской школы японоведов, разработал ряд основных вопросов истории Японии, особенно в новое и новейшее время (общая характеристика процесса исторического развития Японии, история японского милитаризма и др.). Автор работ по международным отношениям новейшего времени и колониальным проблемам, по общим методологическим вопросам истории, по проблемам периодизации истории.
Главный редактор «Всемирной истории» (1953—1965) и Советской исторической энциклопедии (1961—1976). Председатель советской части Комиссии СССР и НРБ (1971). Председатель национального комитета историков СССР (1972—1980) и Международного комитета исторических наук (1972—1977). Председатель Всесоюзного добровольного общества любителей книги (с 1975).

## Награды
- Орден Ленина (1975)
- Орден Октябрьской Революции (1971)
- 3 ордена Трудового Красного Знамени (1945, 1957, 1967[6])
- Орден Кирилла и Мефодия I степени (Болгария, 1973)
- Государственная премия СССР (1987, посмертно)
- Золотая медаль имени Карла Маркса Академии наук СССР (1979)
- Иностранный член Монгольской академии наук (1974)[7]
- Медали

## Основные работы
Монографии
- История Японии. М., 1939;
- Японский милитаризм — враг свободолюбивых народов. М., 1945;
- Японский милитаризм. М., 1972 (редактор);
- Очерки методологии истории. 1980; 2-е изд. М., 1987. — 256 с.

Статьи
- Жуков Е. М. Роль религии в мировой истории // Вопросы научного атеизма. Вып. 20. Актуальные проблемы истории атеизма и религии / Редкол. А. Ф. Окулов (отв. ред.); Акад. обществ. наук ЦК КПСС. Ин-т научного атеизма. — М.: Мысль, 1976. — С. 19—29. — 327 с. — 19 200 экз.